# Aconitum stenanthum
Aconitum stenanthum är en ranunkelväxtart som beskrevs av Takenoshin Nakai. Aconitum stenanthum ingår i släktet stormhattar, och familjen ranunkelväxter. Inga underarter finns listade i Catalogue of Life.